# Ориги, Арнольд
Арнольд Отиено Ориги (англ. Arnold Otieno Origi; род. 15 ноября 1983, Найроби) — кенийский футболист, вратарь, играющий тренер вратарей шведского «Эстерсунда». Выступал за национальную сборную Кении.

## Клубная карьера
В Кении на протяжении нескольких лет выступал за «Матаре Юнайтед» и «Таскер». В 2007 году перебрался в норвежский «Мосс». В октябре 2011 года на правах аренды до конца сезона отправился в «Фредрикстад». Сезон 2012 года провёл в «Улл/Киса» во втором дивизионе, а в декабре подписал двухлетний контракт с «Лиллестрёмом». После пяти сезонов в клубе выступал за норвежские «Саннес Ульф», «Конгсвингер» и «Хёдд», а также финский ХИФК. В 2023 году начал тренерскую карьеру в шведском «Эстерсунде», но в конце сезона из-за травм всех заявленных вратарей был вынужден занять место в воротах основной команды в матче последнего тура с «Вестеросом», завершившемся победой со счётом 2:0.

## Карьера в сборной
Выступал за национальную сборную Кении.

## Тренерская карьера
В январе 2023 года начал тренерскую карьеру в шведском «Эстерсунде», подписав однолетний контракт в качестве тренера вратарей. В конце года контракт с ним был продлен ещё на три года.

## Личная жизнь
Его отец Остин Ориги в прошлом также футболист, выступал на позиции защитника в клубе «Гор Махиа» и был капитаном национальной сборной Кении. Его дяди Джеральд, Энтони и Майк, а также двоюродный брат Дивок тоже профессиональные футболисты.

## Статистика в сборной
| Матчи и голы Арнольда Ориги за национальную сборную Кении | Матчи и голы Арнольда Ориги за национальную сборную Кении | Матчи и голы Арнольда Ориги за национальную сборную Кении | Матчи и голы Арнольда Ориги за национальную сборную Кении | Матчи и голы Арнольда Ориги за национальную сборную Кении | Матчи и голы Арнольда Ориги за национальную сборную Кении |
| №                                                         | Дата                                                      | Оппонент                                                  | Счёт                                                      | Голы                                                      | Соревнование                                              |
| --------------------------------------------------------- | --------------------------------------------------------- | --------------------------------------------------------- | --------------------------------------------------------- | --------------------------------------------------------- | --------------------------------------------------------- |
| 1                                                         | 23 марта 2005                                             | Гана                                                      | 2:2                                                       | 0                                                         | Товарищеский матч                                         |
| 2                                                         | 26 марта 2005                                             | Ботсвана                                                  | 1:0                                                       | 0                                                         | Отборочные матчи ЧМ-2006                                  |
| 3                                                         | 5 июня 2005                                               | Гвинея                                                    | 0:1                                                       | 0                                                         | Отборочные матчи ЧМ-2006                                  |
| 4                                                         | 18 июня 2005                                              | Марокко                                                   | 0:0                                                       | 0                                                         | Отборочные матчи ЧМ-2006                                  |
| 5                                                         | 17 августа 2005                                           | Тунис                                                     | 0:1                                                       | 0                                                         | Отборочные матчи ЧМ-2006                                  |
| 6                                                         | 3 сентября 2005                                           | Тунис                                                     | 0:2                                                       | 0                                                         | Отборочные матчи ЧМ-2006                                  |
| 7                                                         | 2 сентября 2006                                           | Эритрея                                                   | 1:2                                                       | 0                                                         | Отборочные матчи КАН-2008                                 |
| 8                                                         | 30 сентября 2006                                          | Танзания                                                  | 0:0                                                       | 0                                                         | Товарищеский матч                                         |
| 9                                                         | 8 октября 2006                                            | Ангола                                                    | 1:3                                                       | 0                                                         | Отборочные матчи КАН-2008                                 |
| 10                                                        | 25 марта 2007                                             | Эсватини                                                  | 2:0                                                       | 0                                                         | Отборочные матчи КАН-2008                                 |
| 11                                                        | 3 июня 2007                                               | Эсватини                                                  | 0:0                                                       | 0                                                         | Отборочные матчи КАН-2008                                 |
| 12                                                        | 21 ноября 2007                                            | Оман                                                      | 2:2                                                       | 0                                                         | Товарищеский матч                                         |
| 13                                                        | 31 мая 2008                                               | Намибия                                                   | 1:2                                                       | 0                                                         | Отборочные матчи ЧМ-2010                                  |
| 14                                                        | 7 июня 2008                                               | Гвинея                                                    | 2:0                                                       | 0                                                         | Отборочные матчи ЧМ-2010                                  |
| 15                                                        | 14 июня 2008                                              | Зимбабве                                                  | 2:0                                                       | 0                                                         | Отборочные матчи ЧМ-2010                                  |
| 16                                                        | 7 июня 2009                                               | Нигерия                                                   | 0:3                                                       | 0                                                         | Отборочные матчи ЧМ-2010                                  |
| 17                                                        | 20 июня 2009                                              | Мозамбик                                                  | 2:1                                                       | 0                                                         | Отборочные матчи ЧМ-2010                                  |
| 18                                                        | 4 сентября 2010                                           | Гвинея-Бисау                                              | 0:1                                                       | 0                                                         | Отборочные матчи КАН-2012                                 |
| 19                                                        | 26 марта 2011                                             | Ангола                                                    | 2:1                                                       | 0                                                         | Отборочные матчи КАН-2012                                 |
| 20                                                        | 29 марта 2011                                             | Нигерия                                                   | 0:3                                                       | 0                                                         | Товарищеский матч                                         |
| 21                                                        | 10 августа 2011                                           | Ботсвана                                                  | 0:1                                                       | 0                                                         | Товарищеский матч                                         |
| 22                                                        | 3 сентября 2011                                           | Гвинея-Бисау                                              | 2:1                                                       | 0                                                         | Отборочные матчи КАН-2012                                 |
| 23                                                        | 8 октября 2011                                            | Уганда                                                    | 0:0                                                       | 0                                                         | Отборочные матчи КАН-2012                                 |
| 24                                                        | 11 ноября 2011                                            | Сейшелы                                                   | 3:0                                                       | 0                                                         | Отборочные матчи ЧМ-2014                                  |
| 25                                                        | 15 ноября 2011                                            | Сейшелы                                                   | 4:0                                                       | 0                                                         | Отборочные матчи ЧМ-2014                                  |
| 26                                                        | 9 июня 2012                                               | Намибия                                                   | 0:1                                                       | 0                                                         | Отборочные матчи ЧМ-2014                                  |
| 27                                                        | 17 июня 2012                                              | Того                                                      | 0:1                                                       | 0                                                         | Отборочные матчи КАН-2013                                 |
| 28                                                        | 16 октября 2012                                           | ЮАР                                                       | 1:2                                                       | 0                                                         | Товарищеский матч                                         |
| 29                                                        | 6 февраля 2013                                            | Ливия                                                     | 3:0                                                       | 0                                                         | Товарищеский матч                                         |
| 30                                                        | 23 марта 2013                                             | Нигерия                                                   | 1:1                                                       | 0                                                         | Отборочные матчи ЧМ-2014                                  |
| 31                                                        | 30 мая 2014                                               | Коморы                                                    | 1:1                                                       | 0                                                         | Отборочные матчи КАН-2015                                 |
| 32                                                        | 13 октября 2014                                           | Марокко                                                   | 0:3                                                       | 0                                                         | Товарищеский матч                                         |
| 33                                                        | 6 сентября 2015                                           | Замбия                                                    | 1:2                                                       | 0                                                         | Отборочные матчи КАН-2017                                 |
| 34                                                        | 23 марта 2016                                             | Гвинея-Бисау                                              | 0:1                                                       | 0                                                         | Отборочные матчи КАН-2017                                 |
| 35                                                        | 27 марта 2016                                             | Гвинея-Бисау                                              | 0:1                                                       | 0                                                         | Отборочные матчи КАН-2017                                 |
| 36                                                        | 11 ноября 2020                                            | Коморы                                                    | 1:1                                                       | 0                                                         | Отборочные матчи КАН-2021                                 |
| 37                                                        | 15 ноября 2020                                            | Коморы                                                    | 1:2                                                       | 0                                                         | Отборочные матчи КАН-2021                                 |

Итого:37 матчей и 0 голов; 10 побед, 9 ничьих, 18 поражений.